# Division II i fotboll 1955/1956
Division II i fotboll 1955/1956 bestod av fyra serier med 10 lag i vardera serie. Det var då Sveriges näst högsta division. Varje serievinnare gick till kvalspel för att eventuellt flyttas upp till Allsvenskan och de sämsta degraderades till Division III. Det gavs 2 poäng för vinst, 1 poäng för oavgjort och 0 poäng för förlust.

## Förändringar inför säsongen
Det ansågs orättvist att Götaland (som hade ungefär 50 % av lagen i landet) inte hade fler serier än Norrland (som hade ungefär 20 % av lagen). Därför infördes denna säsong ytterligare en serie för Götaland och de två Götalandsserierna blev uppdelade i en västlig och en östlig serie med 10 lag vardera. Detta innebar att kvalspelet till Allsvenskan återinfördes. Det medförde även att en större mängd lag flyttades upp inför denna säsong.

### Sammansättningen i de nya Götalandsserierna
Sammansättningen i de två nya serierna såg ut på följande vis:
Östra Götalandsserien:
| - Åtvidabergs FF - BK Derby - IFK Malmö - IFK Trelleborg - Kalmar FF nedflyttade från Allsvenskan | - IK Sleipner - Landskrona BoIS - Motala AIF - Nybro IF - Trelleborgs FF uppflyttade från division 3 |

Västra Götalandsserien:
| - BK Häcken uppflyttade från division 3 - Gais nedflyttade från Allsvenskan - Höganäs BK - Husqvarna IF uppflyttade från division 3 - IF Elfsborg | - Jönköpings Södra IF - Kinna IF - Örgryte IS uppflyttade från division 3 - Råå IF - Waggeryds IK uppflyttade från division 3 |

## Serier

### Norrland
| Nr | Lag                | S  | V  | O | F  | GM | IM | MS  | P  |
| -- | ------------------ | -- | -- | - | -- | -- | -- | --- | -- |
| 1  | Lycksele IF        | 18 | 9  | 6 | 3  | 35 | 17 | +18 | 24 |
| 2  | Fagerviks GF       | 18 | 9  | 6 | 3  | 38 | 27 | +11 | 24 |
| 3  | Bodens BK (U)      | 18 | 10 | 2 | 6  | 43 | 36 | +7  | 22 |
| 4  | IFK Holmsund       | 18 | 8  | 5 | 5  | 37 | 31 | +6  | 21 |
| 5  | Skellefteå AIK     | 18 | 8  | 3 | 7  | 38 | 29 | +9  | 19 |
| 6  | GIF Sundsvall (U)  | 18 | 8  | 2 | 8  | 31 | 33 | −2  | 18 |
| 7  | Ljusne AIK         | 18 | 6  | 4 | 8  | 30 | 36 | −6  | 16 |
| 8  | IFK Östersund      | 18 | 4  | 7 | 7  | 25 | 33 | −8  | 15 |
| 9  | Sandvikens AIK (N) | 18 | 5  | 2 | 11 | 26 | 32 | −6  | 12 |
| 10 | Sollefteå GIF (U)  | 18 | 2  | 5 | 11 | 23 | 52 | −29 | 9  |

Lycksele IF gick vidare till kvalspel till Allsvenskan och IFK Östersund, Sandvikens AIK och Sollefteå GIF flyttades ner till division III. De ersattes av IFK Luleå, IF Friska Viljor och Gefle IF från division III.

### Svealand
| Nr | Lag                | S  | V  | O | F | GM | IM | MS  | P  |
| -- | ------------------ | -- | -- | - | - | -- | -- | --- | -- |
| 1  | IK Brage           | 18 | 10 | 5 | 3 | 45 | 30 | +15 | 25 |
| 2  | Örebro SK          | 18 | 9  | 3 | 6 | 22 | 20 | +2  | 21 |
| 3  | IK City            | 18 | 8  | 4 | 6 | 34 | 34 | 0   | 20 |
| 4  | IFK Stockholm (U)  | 18 | 8  | 3 | 7 | 29 | 25 | +4  | 19 |
| 5  | IFK Eskilstuna     | 18 | 8  | 2 | 8 | 43 | 33 | +10 | 18 |
| 6  | Karlstads BIK      | 18 | 6  | 5 | 7 | 31 | 29 | +2  | 17 |
| 7  | Surahammars IF (U) | 18 | 6  | 4 | 8 | 38 | 44 | −6  | 16 |
| 8  | Köpings IS         | 18 | 6  | 4 | 8 | 22 | 33 | −11 | 16 |
| 9  | SK Sifhälla (U)    | 18 | 6  | 3 | 9 | 31 | 40 | −9  | 15 |
| 10 | Karlskoga IF       | 18 | 4  | 5 | 9 | 27 | 34 | −7  | 13 |

IK Brage gick vidare till kvalspel till Allsvenskan och SK Sifhälla och Karlskoga IF flyttades ner till division III. De ersattes av Degerfors IF från Allsvenskan och från division III kom Avesta AIK, Katrineholms SK och IFK Bofors.

### Östra Götaland
| Nr | Lag                | S  | V  | O | F  | GM | IM | MS  | P  |
| -- | ------------------ | -- | -- | - | -- | -- | -- | --- | -- |
| 1  | IFK Malmö          | 18 | 13 | 2 | 3  | 42 | 17 | +25 | 28 |
| 2  | Kalmar FF (N)      | 18 | 12 | 3 | 3  | 37 | 25 | +12 | 27 |
| 3  | Motala AIF         | 18 | 9  | 4 | 5  | 37 | 19 | +18 | 22 |
| 4  | BK Derby           | 18 | 7  | 5 | 6  | 32 | 29 | +3  | 19 |
| 5  | IK Sleipner        | 18 | 7  | 3 | 8  | 30 | 32 | −2  | 17 |
| 6  | Nybro IF           | 18 | 5  | 6 | 7  | 32 | 29 | +3  | 16 |
| 7  | Landskrona BoIS    | 18 | 6  | 3 | 9  | 29 | 33 | −4  | 15 |
| 8  | Åtvidabergs FF     | 18 | 5  | 4 | 9  | 26 | 39 | −13 | 14 |
| 9  | Trelleborgs FF (U) | 18 | 5  | 3 | 10 | 21 | 41 | −20 | 13 |
| 10 | IFK Trelleborg     | 18 | 4  | 1 | 13 | 23 | 45 | −22 | 9  |

IFK Malmö gick vidare till kvalspel till Allsvenskan och Trelleborgs FF och IFK Trelleborg flyttades ner till division III. De ersattes av BK Kenty, IFK Kristianstad och Gunnarstorps IF från division III.

### Västra Götaland
| Nr | Lag                 | S  | V  | O | F  | GM | IM | MS  | P  |
| -- | ------------------- | -- | -- | - | -- | -- | -- | --- | -- |
| 1  | Gais (N)            | 18 | 15 | 0 | 3  | 48 | 18 | +30 | 30 |
| 2  | IF Elfsborg         | 18 | 14 | 1 | 3  | 60 | 23 | +37 | 29 |
| 3  | Jönköpings Södra IF | 18 | 11 | 2 | 5  | 46 | 27 | +19 | 24 |
| 4  | Höganäs BK          | 18 | 10 | 3 | 5  | 51 | 41 | +10 | 23 |
| 5  | Örgryte IS (U)      | 18 | 9  | 2 | 7  | 46 | 44 | +2  | 20 |
| 6  | Waggeryds IK (U)    | 18 | 8  | 1 | 9  | 36 | 47 | −11 | 17 |
| 7  | Husqvarna IF (U)    | 18 | 3  | 6 | 9  | 27 | 39 | −12 | 12 |
| 8  | Råå IF              | 18 | 3  | 5 | 10 | 27 | 41 | −14 | 11 |
| 9  | Kinna IF            | 18 | 2  | 4 | 12 | 17 | 42 | −25 | 8  |
| 10 | BK Häcken (U)       | 18 | 1  | 4 | 13 | 17 | 53 | −36 | 6  |

| Hemma \ Borta    | BKH | GAIS | HIF | HBK | IFE | JS  | KIF | RIF | WIK | ÖIS |
| BK Häcken        | —   | –    | –   | –   | –   | 1–3 | –   | –   | –   | –   |
| Gais             | 3–1 | —    | 3–1 | 7–1 | 0-1 | 0–4 | 2–1 | 3–0 | 3-1 | 6–1 |
| Husqvarna IF     | –   | –    | —   | –   | –   | 1–2 | –   | –   | –   | –   |
| Höganäs BK       | –   | –    | –   | —   | –   | 4–0 | –   | –   | –   | –   |
| IF Elfsborg      | –   | –    | –   | –   | —   | 1–0 | –   | –   | –   | –   |
| Jönköpings Södra | 3–0 | 1–2  | 3–1 | 2–3 | 3–1 | —   | 2–2 | 4–3 | 5–1 | 5–0 |
| Kinna IF         | –   | –    | –   | –   | –   | 0–1 | —   | –   | –   | –   |
| Råå IF           | –   | –    | –   | –   | –   | 0–2 | –   | —   | –   | –   |
| Waggeryds IK     | –   | –    | –   | –   | –   | 5–4 | –   | –   | —   | –   |
| Örgryte IS       | –   | –    | –   | –   | –   | 2–2 | –   | –   | –   | —   |

Gais gick vidare till kvalspel till Allsvenskan och BK Häcken flyttades ner till division III. De ersattes av Norrby IF från Allsvenskan och från division III kom Fässbergs IF, IFK Trollhättan, Skara IF, IS Halmia och IK Oddevold.

## Kvalspel till Allsvenskan
- IK Brage - IFK Malmö 2-3 (0-1, 2-2)
- Lycksele IF - Gais  0-10 (0-2, 0-8)

IFK Malmö och Gais gick upp till Allsvenskan 1956/57. IK Brage och Lycksele IF fick fortsätta spela i division II.